# Micaelamys
Micaelamys är ett släkte gnagare i familjen råttdjur (Muridae) med två arter som förekommer i södra Afrika.

## Beskrivning
Arterna påminner om råttor och når från nosens till svansens spets en längd av 21 till 29 cm. Pälsen har på ryggen en gråbrun till rödbrun färg och buken är vanligen ljusgrå. Tassarnas ovansida är vit och svansen är bara glest täckt med hår.
Till släktet räknas vanligen två arter.
- Micaelamys granti lever i regionen Karoo i Sydafrika.
- Micaelamys namaquensis förekommer från Angola och Zambia till Sydafrika.

Deras närmaste släktingar hittas i släktet Aethomys.
Dessa gnagare vistas i torra och klippiga områden som buskmarker. De är aktiva på natten och vilar på dagen i bergssprickor eller i underjordiska bon som grävs under vegetationen. De bildar allmänt mindre grupper av ett föräldrapar samt deras ungar.
M. namaquensis är kulturföljare och hittas ibland i människans byggnader. IUCN listar båda arter som livskraftig (LC).